# Lijst van gemeentelijke monumenten in Hollands Kroon
De gemeente Hollands Kroon kent 37 gemeentelijke monumenten, hieronder een overzicht. Zie ook de rijksmonumenten in Hollands Kroon.
| Object                                         | Bouwjaar               | Architect                                 | Locatie                | Plaats         | Coördinaten                   | Nr.       | Afbeelding                                     |
| ---------------------------------------------- | ---------------------- | ----------------------------------------- | ---------------------- | -------------- | ----------------------------- | --------- | ---------------------------------------------- |
| Stolpboerderij Volhouden                       | ca. 1658               |                                           | Heerenweg 19           | Barsingerhorn  | 52° 47' 7" NB, 4° 50' 38" OL  | 1911/0201 | Upload foto                                    |
| Wieringerboerderij                             | 1978 (reconstructie)   |                                           | Akkerweg 7             | Den Oever      | 52° 55' 27" NB, 5° 1' 4" OL   | 1911/0402 | Wieringerboerderij                             |
| Wieringerboerderij                             | rond 1848              |                                           | Vatropperweg 13        | Den Oever      | 52° 55' 54" NB, 5° 0' 7" OL   | 1911/0401 | Wieringerboerderij                             |
| Voormalig patronaatsgebouw                     | ca. 1906               |                                           | Hoofdstraat 16         | Hippolytushoef | 52° 54' 24" NB, 4° 57' 40" OL | 1911/0605 | Upload foto                                    |
| Winkel-woonhuis                                | Circa 1912             |                                           | Hoofdstraat 33         | Hippolytushoef | 52° 54' 22" NB, 4° 57' 40" OL | 1911/0604 | Winkel-woonhuis                                |
| Winkelpand met woning                          | 1795                   |                                           | Kerkplein 12           | Hippolytushoef | 52° 54' 27" NB, 4° 57' 41" OL | 1911/0602 | Winkelpand met woning                          |
| Voormalige pastorie                            | 1898                   |                                           | Kerkplein 26           | Hippolytushoef | 52° 54' 29" NB, 4° 57' 45" OL | 1911/0606 | Voormalige pastorie                            |
| Postkantoor met directeurswoning               | 1919                   | naar ontwerp van architect Joseph Crouwel | Koningstraat 32 - 34   | Hippolytushoef | 52° 54' 22" NB, 4° 57' 46" OL | 1911/0603 | Meer afbeeldingen                              |
| Woonhuis met voormalig schilderbedrijf         | voor 1830              |                                           | Nieuwstraat 44         | Hippolytushoef | 52° 54' 28" NB, 4° 57' 41" OL | 1911/0601 | Woonhuis met voormalig schilderbedrijf         |
| Heidense Kapel                                 | 2016                   | René Roessingh                            | Stroeërweg 41          | Hippolytushoef | 52° 55' 45" NB, 4° 59' 9" OL  | 1911/0607 | Upload foto                                    |
| Voormalige gereformeerde Eben Haëzerkerk       | 1887                   |                                           | Westfriesedijk 108     | Kolhorn        | 52° 47' 32" NB, 4° 53' 33" OL | 1911/0701 | Voormalige gereformeerde Eben Haëzerkerk       |
| Boezemgemaal De Waakzaamheid                   | 1959                   | K. van der Mast                           | Westfriesedijk 18a     | Lutjewinkel    | 52° 42' 14" NB, 4° 43' 7" OL  | 1911/0901 | Upload foto                                    |
| Transformatorhuisje                            | 1935                   | Johannes (Han) Bernardus van Loghem       | Dorpsstraat 73         | Nieuwe Niedorp | 52° 44' 29" NB, 4° 54' 5" OL  | 1911/1207 | Transformatorhuisje                            |
| Werkmanswoning                                 | 1878                   |                                           | Dorpsstraat 74         | Nieuwe Niedorp | 52° 44' 25" NB, 4° 53' 54" OL | 1911/1211 | Werkmanswoning                                 |
| Dorpshuis Prins Maurits                        | 1866                   | Arnoldus Teunis van Wijngaarden           | Dorpsstraat 81         | Nieuwe Niedorp | 52° 44' 28" NB, 4° 54' 3" OL  | 1911/1206 | Dorpshuis Prins Maurits                        |
| Voormalige burgemeesterswoning                 | 1911                   |                                           | Dorpsstraat 125        | Nieuwe Niedorp | 52° 44' 23" NB, 4° 53' 53" OL | 1911/1209 | Voormalige burgemeesterswoning                 |
| Voormalige grutterswoning                      | In oorsprong 17e-eeuws |                                           | Dorpsstraat 129        | Nieuwe Niedorp | 52° 44' 22" NB, 4° 53' 51" OL | 1911/1208 | Voormalige grutterswoning                      |
| Woon-winkelpand                                | 1584                   | Pieter Jan Smits                          | Dorpsstraat 145        | Nieuwe Niedorp | 52° 44' 19" NB, 4° 53' 45" OL | 1911/1204 | Woon-winkelpand                                |
| School                                         | 1931                   | C.D. en J. Reijendam                      | Dorpsstraat 146        | Nieuwe Niedorp | 52° 44' 10" NB, 4° 53' 24" OL | 1911/1202 | School                                         |
| Onderwijzerswoning                             | 1934                   | C.D. van Reijendam                        | Dorpsstraat 148        | Nieuwe Niedorp | 52° 44' 9" NB, 4° 53' 23" OL  | 1911/1203 | Onderwijzerswoning                             |
| Dorpscafé De Roode Eenhoorn                    | 1530                   |                                           | Dorpsstraat 173        | Nieuwe Niedorp | 52° 44' 16" NB, 4° 53' 41" OL | 1911/1205 | Dorpscafé De Roode Eenhoorn                    |
| Kosterswoning                                  | begin van de 18e eeuw  |                                           | Dorpsstraat 197        | Nieuwe Niedorp | 52° 44' 14" NB, 4° 53' 36" OL | 1911/1201 | Kosterswoning                                  |
| Voormalig Wees- en Armenhuis                   | 1910                   | S. Krijnen                                | Dorpsstraat 265 tm 279 | Nieuwe Niedorp | 52° 44' 4" NB, 4° 53' 17" OL  | 1911/1210 | Voormalig Wees- en Armenhuis                   |
| Stolpboerderij                                 | 1861                   |                                           | Oudeweg 16             | Nieuwe Niedorp | 52° 43' 9" NB, 4° 54' 37" OL  | 1911/1212 | Upload foto                                    |
| Ruïnekerk                                      | 13e eeuw               |                                           | Dorpsstraat 31a        | Oude Niedorp   | 52° 43' 11" NB, 4° 52' 41" OL | 1911/1401 | Ruïnekerk                                      |
| Voormalige school                              | 1890                   |                                           | Dorpsstraat 56         | Oude Niedorp   | 52° 43' 10" NB, 4° 52' 45" OL | 1911/1402 | Upload foto                                    |
| Langewegkerk                                   | 1939                   | E.J. Rotshuizen                           | Langeweg 3             | Slootdorp      | 52° 50' 38" NB, 4° 58' 28" OL | 1911/1501 | Langewegkerk                                   |
| Schotbalkloods                                 | 1931                   |                                           | De Haukes 1            | Westerland     | 52° 53' 12" NB, 4° 56' 0" OL  | 1911/1801 | Schotbalkloods                                 |
| Wieringerboerderij                             | 1975                   | W.A. de Herder                            | Varkensgrasweg 3       | Westerland     | 52° 53' 31" NB, 4° 57' 3" OL  | 1911/1802 | Upload foto                                    |
| Stolpboerderij, voormalige herberg             | 1611                   |                                           | Nieuwesluis 17         | Wieringerwaard | 52° 50' 7" NB, 4° 53' 24" OL  | 1911/1903 | Upload foto                                    |
| Voormalige burgemeesterswoning                 | 1911                   | J.R. Vlaming                              | Noord Zijperweg 33     | Wieringerwaard | 52° 50' 6" NB, 4° 51' 41" OL  | 1911/1902 | Upload foto                                    |
| Woonhuis                                       | 1870                   |                                           | Zuid Zijperweg 27      | Wieringerwaard | 52° 50' 2" NB, 4° 51' 59" OL  | 1911/1901 | Upload foto                                    |
| Kerkgebouw De Samenstroom                      | 1938                   | E.J. Rotshuizen                           | Terpstraat 40          | Wieringerwerf  | 52° 51' 11" NB, 5° 1' 20" OL  | 1911/2001 | Kerkgebouw De Samenstroom                      |
| Onderwijzerswoning                             | 1870                   | Arnoldus Teunis van Wijngaarden           | Bosstraat 1            | Winkel         | 52° 45' 18" NB, 4° 54' 8" OL  | 1911/2201 | Onderwijzerswoning                             |
| Voormalig raadhuis                             | eind 16e eeuw          |                                           | Bosstraat 2            | Winkel         | 52° 45' 18" NB, 4° 54' 10" OL | 1911/2204 | Meer afbeeldingen                              |
| Post- en Telegraafkantoor met directeurswoning | 1879                   | Arnoldus Teunis                           | Bosstraat 30           | Winkel         | 52° 45' 22" NB, 4° 54' 4" OL  | 1911/2202 | Post- en Telegraafkantoor met directeurswoning |
| Voormalige dokterspraktijk met woning          | Circa 1850             |                                           | Dorpsstraat 83         | Winkel         | 52° 45' 20" NB, 4° 54' 18" OL | 1911/2203 | Upload foto                                    |